# Papaipema humuli
Papaipema humuli là một loài bướm đêm trong họ Noctuidae.